# Okuklje, Mljet
Okuklje je manjši zaselek s pristanom na otoku Mljetu (Hrvaška).

## Geografija
Okuklje ležijo v istoimenskem zalivu na severni obali otoka. Zaliv s pristanom za okoliška naselja Maranovići in Korita, Korita je eden najbolj zavarovanih na otoku. Ob obali na koncu zaliva je širok pomol, pri katerem je globina morja do 3,5 metra. Sidrišče za plovila je tudi na sredini zaliva pri globini do 5 metrov. Vplutje v zaliv usmerjata dva svetilnika, ki stojita na dveh različnih mestih in oba oddajata svetlobni signal: Z Bl 2s. Ob vplutju v zaliv je treba paziti na s tablami označene plitvine v južnem delu zaliva.
Kraj je danes z lokalno cesto povezan na glavno otočno cesto, ki povezuje Saplunaro preko Sobre z ostalimi naselji na otoku.
Pred izgradnjo asfaltne ceste je bilo mogoče do naselja priti le peš, zato je nekajkrat tedensko v Okuklju pristajal trajekt na nekdanji liniji Sobra - Dubrovnik.

## Demografija
| Pregled števila prebivalcev po letih | Pregled števila prebivalcev po letih | Pregled števila prebivalcev po letih | Pregled števila prebivalcev po letih | Pregled števila prebivalcev po letih | Pregled števila prebivalcev po letih | Pregled števila prebivalcev po letih | Pregled števila prebivalcev po letih | Pregled števila prebivalcev po letih | Pregled števila prebivalcev po letih | Pregled števila prebivalcev po letih | Pregled števila prebivalcev po letih | Pregled števila prebivalcev po letih | Pregled števila prebivalcev po letih | Pregled števila prebivalcev po letih |
| ------------------------------------ | ------------------------------------ | ------------------------------------ | ------------------------------------ | ------------------------------------ | ------------------------------------ | ------------------------------------ | ------------------------------------ | ------------------------------------ | ------------------------------------ | ------------------------------------ | ------------------------------------ | ------------------------------------ | ------------------------------------ | ------------------------------------ |
| 1857                                 | 1869                                 | 1880                                 | 1890                                 | 1900                                 | 1910                                 | 1921                                 | 1931                                 | 1948                                 | 1953                                 | 1961                                 | 1971                                 | 1981                                 | 1991                                 | 2001                                 |
| 0                                    | 0                                    | 0                                    | 0                                    | 0                                    | 0                                    | 0                                    | 0                                    | 0                                    | 0                                    | 0                                    | 0                                    | 12                                   | 16                                   | 20                                   |

## Gospodarstvo
Prebivalci se ukvarjajo s turistično dejavnostjo in ribolovm.